# João César Monteiro
João César Monteiro Santos (Figueira da Foz, São Julião da Figueira da Foz, 2 de fevereiro de 1939 — Lisboa, 3 de fevereiro de 2003) foi um cineasta português. Integrou o grupo de jovens realizadores que se lançaram no movimento do Novo Cinema. Irreverente e imprevisível, fez-se notar como crítico mordaz de cinema nos anos 1960.
Prosseguiu a tradição iniciada por Manoel de Oliveira (Acto da Primavera) ao introduzir no cinema português de ficção o conceito de antropologia visual  — Veredas e Silvestre —, tradição amplamente explorada no documentário por outros cineastas portugueses como António Campos, António Reis, Ricardo Costa, Noémia Delgado ou, mais tarde e noutro registo, Pedro Costa.
Segue um percurso original que lhe facilita o reconhecimento internacional. Várias das suas obras são representadas e premiadas em festivais internacionais como o Festival de Cannes e o Festival de Veneza (Leão de Prata: Recordações da Casa Amarela).

## Biografia
Filho ilegítimo de Arménio Santos, de 46 anos de idade, proprietário, divorciado, natural de Tavarede, de uma família da burguesia rural, 
anticlerical e anti-salazarista, e de Maria Clementina Monteiro Varela, de 30 anos, doméstica, solteira, natural de Alcochete. Aos 15 anos João César Monteiro transferiu-se para Lisboa — a «capital do Império», como gostava de lhe chamar —, a fim de prosseguir os estudos liceais.
Expulso do Colégio Moderno, alegadamente por contrair uma doença venérea, afirma numa entrevista, em 1973:
Nasci aos 2 de Fevereiro de 1939, na Figueira da Foz.
Tive infância caprichosa e bem nutrida, no seio de uma família fortemente dominada pelo espírito, chamemos-lhe assim, da 1 ª República.
Por volta dos 16 anos, fixei-me com a família em Lisboa, para poder prosseguir a minha medíocre odisseia liceal. Instalado no colégio do dr. Mário Soares, acabei por ser expulso ao contrair perigosíssima doença venérea. Pensei, então, que entre a política e as fraquezas da carne devia existir qualquer obscena incompatibilidade e nunca mais fui visto na companhia de políticos.
É dos poucos cineastas associados ao movimento do Novo Cinema que não prossegue estudos universitários. A propósito, o seu alter-ego no filme Fragmentos de um Filme Esmola (1973), explica-se assim: «A escola é a retrete cultural do opressor».
Depois de trabalhar para o produtor Castello Lopes, torna-se assistente de realização de Perdigão Queiroga quando este roda o filme O Milionário (1962).
Em 1963, graças a uma bolsa da Fundação Calouste Gulbenkian, vai para a Grã-Bretanha estudar na London School of Film Technique.
De volta a Portugal, em 1965, inicia a rodagem daquela que viria a ser a sua primeira obra: Quem espera por sapatos de defunto morre descalço. O filme só será concluído cinco anos depois, como média-metragem.
A sua obra, polémica e dificilmente classificável, caracteriza-se pelo lirismo, em forma de filmes-poema. A sua veia satírica como realizador tem sido objecto de estudo para portugueses e estrangeiros, críticos e académicos. João César Monteiro, que tem sérios detractores, é conhecido como um dos mais importantes realizadores portugueses.
Foi no entanto um dos realizadores que obteve mais reconhecimento internacional: foi duas vezes premiado no Festival de Veneza, a primeira vez com o Leão de Prata, por Recordações da Casa Amarela, de 1989, e a segunda vez com o Grande Prémio do Júri, por A Comédia de Deus, em 1995.
Protagonizou a maior polémica do cinema nacional, em 2000, com Branca de Neve.
O seu último filme, estreado em 2003, intitula-se Vai e Vem.
Morreu de cancro no pulmão em 2003.

## Homenagens
Em 2005 foi atribuído o seu nome a uma rua na Azinhaga da Salgada, em Lisboa.

## Filmografia

### Longas-metragens
- Fragmentos de um Filme Esmola (A Sagrada Família  - 1972)
- Que Farei Eu com Esta Espada? (1975)
- Veredas (1978)
- Silvestre (1982)
- À Flor do Mar (1986)
- Recordações da Casa Amarela (1989)
- O Último Mergulho (1992)
- A Comédia de Deus (1995)
- A Bacia de John Wayne (1997)
- As Bodas de Deus (1999)
- Branca de Neve (2000)
- Vai e Vem (2003)

### Curtas e médias-metragens
- Quem Espera por Sapatos de Defunto Morre Descalço (1971)
- Sophia de Mello Breyner Andresen  (1972)
- Amor de Mãe (1975)
- O Amor das Três Romãs (1979)
- Os Dois Soldados (1979)
- O Rico e o Pobre (1979)
- O Bestiário (1995)
- Lettera Amorosa (1995)
- Passeio com Johnny Guitar (1995)

### Como produtor
- Quem Espera por Sapatos de Defunto Morre Descalço (1971)
- O Amor das Três Romãs (1979)
- À Flor do Mar (1986)

### Como actor
- Vai e Vem (2003)
- As Bodas de Deus (1999)
- Le Bassin de J.W. (1997)
- A Comédia de Deus (1995)
- O Bestiário ou o Cortejo de Orpheu (1995)
- Lettera Amorosa (1995)
- Passeio com Johnny Guitar (1995)
- Rosa Negra, de Margarida Gil (1992)
- Paroles, de Anne Benhaïem (1992)
- Conserva Acabada (1990)
- Recordações da Casa Amarela (1989)
- Relação Fiel e Verdadeira, de Margarida Gil (1989)
- Doc's Kingdom, de Robert Kramer (1987)
- À Flor do Mar (1986)
- A Estrangeira, de João Mário Grilo (1983)
- Amor de Perdição, de Manoel de Oliveira (1979)

## Colaboradores recorrentes
| Colaborador                                              | Que Farei Eu com Esta Espada? (1969)             | Quem Espera por Sapatos (...) (1971)             | Fragmentos de um Filme Esmola (...) (1975)       | Veredas (1978)                                   | O Amor das Três Romãs (1979)                     | Silvestre (1982)                                 | À Flor do Mar (1986)                             | Recordações da Casa Amarela (1989)               | Conserva Acabada (1990)                          | O Último Mergulho (1992)                         | Lettera Amorosa (1995)                           | Bestiário ou o Cortejo de Orfeu (1995)           | Passeio com Johnny Guitar (1995)                 | A Comédia de Deus (1995)                         | Le Bassin de J.W. (1997)                         | As Bodas de Deus (1999)                          | Branca de Neve (2000)                            | Vai e Vem (2003)                                 | Total                                            |
| Membros de elenco recorrentes (4 ou mais filmes)         | Membros de elenco recorrentes (4 ou mais filmes) | Membros de elenco recorrentes (4 ou mais filmes) | Membros de elenco recorrentes (4 ou mais filmes) | Membros de elenco recorrentes (4 ou mais filmes) | Membros de elenco recorrentes (4 ou mais filmes) | Membros de elenco recorrentes (4 ou mais filmes) | Membros de elenco recorrentes (4 ou mais filmes) | Membros de elenco recorrentes (4 ou mais filmes) | Membros de elenco recorrentes (4 ou mais filmes) | Membros de elenco recorrentes (4 ou mais filmes) | Membros de elenco recorrentes (4 ou mais filmes) | Membros de elenco recorrentes (4 ou mais filmes) | Membros de elenco recorrentes (4 ou mais filmes) | Membros de elenco recorrentes (4 ou mais filmes) | Membros de elenco recorrentes (4 ou mais filmes) | Membros de elenco recorrentes (4 ou mais filmes) | Membros de elenco recorrentes (4 ou mais filmes) | Membros de elenco recorrentes (4 ou mais filmes) | Membros de elenco recorrentes (4 ou mais filmes) |
| -------------------------------------------------------- | ------------------------------------------------ | ------------------------------------------------ | ------------------------------------------------ | ------------------------------------------------ | ------------------------------------------------ | ------------------------------------------------ | ------------------------------------------------ | ------------------------------------------------ | ------------------------------------------------ | ------------------------------------------------ | ------------------------------------------------ | ------------------------------------------------ | ------------------------------------------------ | ------------------------------------------------ | ------------------------------------------------ | ------------------------------------------------ | ------------------------------------------------ | ------------------------------------------------ | ------------------------------------------------ |
| Luís Miguel Cintra                                       |                                                  | Yes                                              | Yes                                              |                                                  |                                                  | Yes                                              |                                                  | Yes                                              |                                                  | Yes                                              |                                                  |                                                  |                                                  |                                                  |                                                  | Yes                                              | Yes                                              |                                                  | 7                                                |
| Manuela de Freitas                                       |                                                  |                                                  | Yes                                              | Yes                                              |                                                  | Yes                                              | Yes                                              | Yes                                              |                                                  |                                                  |                                                  |                                                  |                                                  | Yes                                              | Yes                                              | Yes                                              |                                                  | Yes                                              | 9                                                |
| Margarida Gil                                            | Yes                                              |                                                  |                                                  | Yes                                              | Yes                                              |                                                  |                                                  |                                                  |                                                  |                                                  |                                                  |                                                  |                                                  |                                                  |                                                  |                                                  |                                                  | Yes                                              | 4                                                |
| Membros de equipa técnica recorrentes (4 ou mais filmes) |                                                  |                                                  |                                                  |                                                  |                                                  |                                                  |                                                  |                                                  |                                                  |                                                  |                                                  |                                                  |                                                  |                                                  |                                                  |                                                  |                                                  |                                                  |                                                  |
| Acácio de Almeida (Cinematografia)                       | Yes                                              | Yes                                              | Yes                                              | Yes                                              |                                                  | Yes                                              | Yes                                              |                                                  |                                                  |                                                  |                                                  |                                                  |                                                  |                                                  |                                                  |                                                  |                                                  |                                                  | 6                                                |
| Mário Barroso (Cinematografia)                           |                                                  |                                                  |                                                  |                                                  |                                                  |                                                  |                                                  |                                                  |                                                  |                                                  |                                                  |                                                  |                                                  | Yes                                              | Yes                                              | Yes                                              | Yes                                              | Yes                                              | 5                                                |
| Paulo Branco (Produção)                                  |                                                  |                                                  |                                                  |                                                  |                                                  | Yes                                              |                                                  |                                                  |                                                  | Yes                                              |                                                  |                                                  |                                                  |                                                  |                                                  | Yes                                              | Yes                                              | Yes                                              | 5                                                |
| Margarida Gil (Assistente de realização)                 | Yes                                              |                                                  | Yes                                              |                                                  | Yes                                              | Yes                                              |                                                  |                                                  |                                                  |                                                  |                                                  |                                                  |                                                  |                                                  |                                                  |                                                  |                                                  |                                                  | 4                                                |
| José António Loureiro (Cinematografia)                   |                                                  |                                                  |                                                  |                                                  |                                                  | Yes                                              | Yes                                              | Yes                                              | Yes                                              |                                                  |                                                  |                                                  |                                                  |                                                  |                                                  |                                                  |                                                  |                                                  | 4                                                |
| Paulo Miranda (Maquinista)                               |                                                  |                                                  |                                                  |                                                  |                                                  |                                                  |                                                  |                                                  |                                                  | Yes                                              |                                                  |                                                  |                                                  | Yes                                              | Yes                                              | Yes                                              |                                                  |                                                  | 4                                                |
| Joaquim Pinto (Som e produção)                           |                                                  |                                                  |                                                  |                                                  |                                                  |                                                  | Yes                                              | Yes                                              |                                                  |                                                  | Yes                                              | Yes                                              | Yes                                              | Yes                                              | Yes                                              | Yes                                              | Yes                                              |                                                  | 9                                                |

## Escritos

### Livros
- Corpo Submerso (ed. Autor, 1959)
- Morituri te Salutant (& etc, 1974)
- Le Bassin de John Wayne/As Bodas de Deus (& etc, 1998)
- Uma Semana Noutra Cidade (& etc, 1999)

### Revistas e jornais
- Imagem
- O Tempo e o Modo
- A República
- Diário de Notícias
- Trafic
- Les Cahiers du Cinéma
- O Cinéfilo
- & ETC.

## Retrospectivas
- Pesaro
- Dunkerque
- La Rochelle
- Paris
- Toronto
- Bolonha
- Turim
- Montpellier
- Calcutá
- Gijón
- S. Paulo
- Filmoteca de Madrid
- Centro Galego de Artes-Junta da Galiza